# Liste der Rektoren und Präsidenten der Philipps-Universität Marburg

Siegel der Universität Marburg

Im Laufe der historischen Entwicklung der Universität Marburg, gab es eine Vielzahl geschäftsführender Leiter derselben. Welche hier erfasst sind. Wechselnde rechtliche Umstände, bewirkten Änderungen in den Dienstzeiten, beziehungsweise in der Betitelung derselben. In der Anfangszeit der Marburger Hochschule war man auf einen S
semesterweisen Wechsel des Rektorats übergegangen. Das erste Halbjahr wurde damals als Sommersemester (Ss.) vom 1. Januar bis zum 30. Juni absolviert. Das zweite Halbjahr als Wintersemester (Ws.) vom 1. Juli bis zum 31. Dezember. Ab 1559 änderte man die Laufzeit des Rektorats auf eine jährliche Amtszeit. Sie dauerte vom 1. Juli des Jahres und endete am 30. Juni des Folgejahres. Mit dem beginnenden 17. Jahrhundert änderte sich ab 1600 abermalig die Rektoratslaufzeit. Diese begann dann am 1. Januar und endete am Beginn des Folgejahres.
Die Wahl des geschäftsführenden Leiters der Hochschule war von der Zugehörigkeit zu den vier Fakultäten, der philosophischen, der theologischen, der juristischen und der medizinischen Fakultät, der Marburger Universität abhängig. Durch die angewandte Praxis, Adlige mit dem Titel eines Rektors zu bekleiden, übernahmen die gewählten akademischen Kräfte das Amt des Prorektors. Daher sind diese gesondert angegeben. Beim Tod eines Rektors während seiner Amtszeit trat an seine Stelle ein Vertreter (auch: Prorektor), häufig der Amtsvorgänger. Ab 14. August 1727 übernahmen die Hessischen Landgrafen Friedrich II. und Wilhelm I. die Funktion des Rektors der Alma Mater. Die geschäftsführenden Leiter der Hochschule nannte man Prorektoren. Diese Amtsbezeichnung führte man im 19. Jahrhundert fort, ohne das dem eigentlichen Rektor ein Adliger vorgesetzt war. Ab 1819 übernahm der Leiter der Universität am zweiten Sonntag im September die Aufgabe und ab 1854 am Sonntag vor Beginn des Wintersemesters. 1868 verlegte man diesen Zeitpunkt auf den folgenden Sonntag mit dem Beginn des Wintersemesters. Ab 1870 wurde für den geschäftsführenden Leiter der Bildungseinrichtung wieder die Bezeichnung Rektor eingeführt und die Rektoratsübergabe an einem Sonn- oder Feiertag zwischen dem 12 und 19. Oktober durchgeführt. Daher wird im beginnenden 19. Jahrhundert der explizierte Antritt angeführt.
Am 1. April 1969 wurde die Stelle des Rektors der Universität durch ein dreiköpfiges Direktorium, das in wechselnder Besetzung bis zum 9. Februar 1971 bestand ersetzt. Seit 1971 steht als geschäftsführender Leiter der Präsident der Universität Marburg vor. Aufgrund der dafür entworfenen Präsidialverfassung, braucht dieser keine Professur mehr in Marburg innehaben, sondern kann auch ein externer Kandidat sein.

## 16. Jahrhundert

### 1527–1559
| Amtszeit            | Name                                              | Bild | Bemerkung                                      |
| ------------------- | ------------------------------------------------- | ---- | ---------------------------------------------- |
| 1527/1528           | Johannes Ferrarius                                |      | jur.                                           |
| 1529                | Adam Krafft                                       |      | theol.                                         |
| 1530                | Euricius Cordus                                   |      | med.                                           |
| Ss. 1531 & Ws. 1531 | Sebastian Nouzenus                                |      | theol.                                         |
| Ss. 1532            | Erhard Schnepf                                    |      | theol.                                         |
| Ws. 1532            | Johannes Ferrarius                                |      | jur.                                           |
| Ss. 1533            | Euricius Cordus                                   |      | med.                                           |
| Ws. 1533            | Sebastian Nouzenus                                |      | theol.                                         |
| Ss. 1534            | Erhard Schnepf                                    |      | theol.                                         |
| Ws. 1534            | Johann Rudel                                      |      | jur.                                           |
| Ss. 1535            | Johannes Meckbach                                 |      | med.                                           |
| Ws. 1535            | Jacob von Taubenheim Prorektor Nicolaus Asclepius |      | phil. & jur.                                   |
| Ss. 1536            | Gerhard Geldenhauer                               |      | theol.                                         |
| Ws. 1536            | Johannes Ferrarius                                |      | jur.                                           |
| Ss. 1537            | Johann Dryander                                   |      | med.                                           |
| Ws. 1537            | Johannes Lonicerus                                |      | phil. und theol.                               |
| Ss. 1538            | Helius Eobanus Hessus                             |      |                                                |
| Ws. 1538            | Jost Staud                                        |      | jur.                                           |
| Ss. 1539            | Johann Dryander                                   |      | med.                                           |
| Ws. 1539            | Reinhard Lorich                                   |      | Hadamarius Rhetorik Prof.                      |
| Ss. 1540            | Adam Krafft Prorektor Reinhard Lorich             |      | theol.                                         |
| Ws 1540             | Johannes Ferrarius                                |      | jur.                                           |
| Ss. 1541            | Johann Dryander                                   |      | med.                                           |
| Ws. 1541            | Johann Oldendorp Prorektor Jost Staud             |      | jur.                                           |
| Ss. & Ws. 1542      | Caspar Rudolphi                                   |      | phil.                                          |
| Ss. 1543            | Jost Staud                                        |      | jur.                                           |
| Ws. 1543            | Janus Cornarius                                   |      | med.                                           |
| Ss. 1544            | Nicolaus Blechler                                 |      | med.                                           |
| Ws. 1544            | Johann Draconites                                 |      | theol.                                         |
| Ss. 1545            | Johannes Ferrarius                                |      | jur.                                           |
| Ws. 1545            | Johannes Dryander                                 |      | med.                                           |
| Ss. 1546            | Johannes Lonicerus                                |      | Prof. griechisch                               |
| Ws. 1546            | Andreas Hyperius                                  |      | theol.                                         |
| Ss. & Ws. 1547      | Johann Lersner                                    |      | jur.                                           |
| Ss. 1548            | Johannes Dryander                                 |      | med.                                           |
| Ws. 1548            | Theobald Billicanus                               |      | auch Gerlach, Gerlacher, jur.                  |
| Ss. 1549            | Andreas Hyperius                                  |      | theol.                                         |
| Ws. 1549            | Johannes Ferrarius                                |      | jur.                                           |
| Ss. 1550            | Volkwin Weigel                                    |      | auch: Volcuinus Vigelius, Dr. med. Prof. math. |
| Ws. 1550 & Ss. 1551 | Wigand Happel                                     |      | theol.                                         |
| Ws. 1551            | Johannes Ferrarius                                |      | jur.                                           |
| Ss. 1552            | Johannes Dryander                                 |      | med.                                           |
| Ws 1552             | Mathaeus Philo Capella (Hassus)                   |      | auch Matthaeus Pfeil von Kappel                |
| Ss. 1553            | Johann Oldendorp                                  |      | jur.                                           |
| Ws. 1553            | Adam Krafft                                       |      | theol.                                         |
| Ss. & Ws. 1554      | Johannes Dryander                                 |      | med.                                           |
| Ss. & Ws. 1555      | Johann Oldendorp                                  |      | jur.                                           |
| Ss. & Ws. 1556      | Johann Lonitzer                                   |      | phil und theol.                                |
| Ws. & Ss. 1557      | Johannes Ferrarius                                |      | jur.                                           |
| Ss. & Ws. 1558      | Wigand Happel                                     |      | theol. und jur.                                |
| Ss. 1559            | Bartholomäus Meier Vertreter: Wigand Happel       |      | Alsfeld theol. und jur.                        |

### 1559–1600
| Amtszeit      | Name                                                                                                   | Bild | Bemerkung                                                              |
| ------------- | --- | ---- | ---------------------------------------------------------------------- |
| 1559          | Johann Oldendorp                                                                                       |      | jur.                                                                   |
| 1560          | Konrad Matthäus                                                                                        |      | phil.                                                                  |
| 1561          | Andreas Hyperius                                                                                       |      | theol.                                                                 |
| 1562          | Johann Oldendorp                                                                                       |      | jur.                                                                   |
| 1563          | Johann Lonitzer                                                                                        |      | phil. und theol.                                                       |
| 1564          | Wigand Happel                                                                                          |      | jur.                                                                   |
| 1565          | Konrad Matthäus                                                                                        |      | phil.                                                                  |
| 1566          | Heinrich Vietor                                                                                        |      | theol.                                                                 |
| 1567          | Otto von Solms Prorektor: Anton Heistermann                                                            |      | Herr auf Müntzenberg und Sonnenwald jur.                               |
| 1568          | Georg Marius                                                                                           |      | Wyrtzeburgius/Francus med.                                             |
| 1569          | Konrad Matthäus                                                                                        |      | phil.                                                                  |
| 1570          | Heinrich Vietor                                                                                        |      | theol.                                                                 |
| 1571          | Valentin Forster                                                                                       |      | jur.                                                                   |
| 1572          | Victorinus Schönfeldt                                                                                  |      | phil. und med.                                                         |
| 1573          | Konrad Matthäus                                                                                        |      | phil.                                                                  |
| 1574          | Heinrich Vietor                                                                                        |      | theol.                                                                 |
| 1575 und 1576 | Hermann Lersner                                                                                        |      | jur.                                                                   |
| 1577          | Hieronymus Schlick Prorektor: Konrad Matthäus                                                          |      | Graf von Bassano, Herr von Weisskirchen und Schlackenwerth phil.       |
| 1578          | Konrad Matthäus                                                                                        |      | phil.                                                                  |
| 1579          | Nicolaus Roding                                                                                        |      | theol.                                                                 |
| 1580 und 1581 | Regner Sixtinus                                                                                        |      | jur.                                                                   |
| 1582          | Heidericus Theophilus Lonicerus                                                                        |      | Prof. Physik und Logik                                                 |
| 1583          | Daniel Arcularius                                                                                      |      | theol.                                                                 |
| 1584          | Hermann Lersner                                                                                        |      | jur.                                                                   |
| 1585          | Johann Wolff                                                                                           |      | med.                                                                   |
| 1586          | Petrus Nigidius d. J.                                                                                  |      | phil.                                                                  |
| 1587          | Daniel Arcularius                                                                                      |      | theol.                                                                 |
| 1588          | Hermann Lersner                                                                                        |      | jur.                                                                   |
| 1589          | Johann Wolff                                                                                           |      | med.                                                                   |
| 1590          | Philipp Matthäus                                                                                       |      | phil.                                                                  |
| 1591          | Daniel Arcularius                                                                                      |      | theol.                                                                 |
| 1592          | Hermann Vultejus                                                                                       |      | jur.                                                                   |
| 1593          | Hermann Wolff                                                                                          |      | med.                                                                   |
| 1594          | Petrus Nigidius d. J.                                                                                  |      | phil.                                                                  |
| 1595          | Johannes Winckelmann                                                                                   |      | theol.                                                                 |
| 1596          | Philipp Matthäus                                                                                       |      | jur.                                                                   |
| 1597          | Johann Wolff                                                                                           |      | med.                                                                   |
| 1598          | Johannes Ferinarius                                                                                    |      | Prof. Geschichte und Pädagogium                                        |
| 1599          | Volkmar Wolfgang von Puttbus Prorektor 1: Johannes Molther der Ältere Prorektor 2: Johannes Ferinarius |      | theol., vom 1. Juli bis 1. November vom 1. November bis 1. Januar 1600 |
| 1600          | Johannes Molther der Ältere                                                                            |      | theol.                                                                 |

## 17. Jahrhundert

### 1601–1625
| Amtszeit | Name                                                  | Bild | Bemerkung                                                           |
| -------- | ----------------------------------------------------- | ---- | ------------------------------------------------------------------- |
| 1601     | Hermann Vultejus                                      |      | jur.                                                                |
| 1602     | Johann Wolff                                          |      | med.                                                                |
| 1603     | Johannes Hartmann                                     |      | Prof. math.                                                         |
| 1604     | Balthasar Mentzer d. Ä.                               |      | theol.                                                              |
| 1605     | Johannes Goeddaeus                                    |      | jur.                                                                |
| 1606     | Johann Wolff                                          |      | med.                                                                |
| 1607     | Johannes Hartmann                                     |      | Prof. math.                                                         |
| 1608     | Gregor Schönfeld der Ältere                           |      | theol.                                                              |
| 1609     | Moritz von Hessen Hermann Vultejus                    |      | jur.                                                                |
| 1610     | Wilhelm von Hessen Prorektor: Nicolaus Braun          |      | Marburg med.                                                        |
| 1611     | Rudolf Goclenius der Ältere                           |      | phil.                                                               |
| 1612     | Gregor Schönfeld der Ältere                           |      | theol.                                                              |
| 1613     | Erasmus von Starhemberg Prorektor: Johannes Goeddaeus |      | Baron in Österreich, Herr auf Wildberg, Riedeck und Löbenstein jur. |
| 1614     | Johannes Hartmann                                     |      | Prof. math.                                                         |
| 1615     | Theodor Vietor                                        |      | phil.                                                               |
| 1616     | Caspar Sturm                                          |      | theol.                                                              |
| 1617     | Christoph Deichmann                                   |      | jur. Prof. Pandekten                                                |
| 1618     | Georg Cruciger                                        |      | Prof. Logik                                                         |
| 1619     | Georg Cruciger Vertreter: Theodor Vietor              |      | vertreten bis 12. Mai                                               |
| 1620     | Johannes Crocius                                      |      | theol.                                                              |
| 1621     | Anton Matthaeus                                       |      | jur.                                                                |
| 1622     | Johannes Combach                                      |      | phil.                                                               |
| 1623     | Johannes Crocius                                      |      | theol.                                                              |
| 1624     | Hermann Vultejus                                      |      | jur.                                                                |
| 1625     | Balthasar Mentzer Prorektor: Helfrich Ulrich Hunnius  |      | theol. jur.                                                         |

### 1625–1650
| Amtszeit | Name                                                                    | Bild | Bemerkung           |
| -------- | ----------------------------------------------------------------------- | ---- | ------------------- |
| 1626     | Heinrich, Prinz von Hessen-Darmstadt Prorektor: Johann Breidenbach      |      | † als Student jur.  |
| 1627     | Jakob Müller                                                            |      | med.                |
| 1628     | Friedrich Prinz von Hessen-Darmstadt Prorektor: Johann Heinrich Tonsor  |      | phil.               |
| 1629     | Justus Feuerborn                                                        |      | theol.              |
| 1630     | Anton Nesen                                                             |      | jur.                |
| 1631     | Johannes Kempf                                                          |      | med.                |
| 1632     | Theodor Höpingk                                                         |      | phil.               |
| 1633     | Johannes Steuber                                                        |      | theol.              |
| 1634     | Justus Sinold                                                           |      | genannt Schütz jur. |
| 1635     | Jakob Müller                                                            |      | med.                |
| 1636     | Kaspar Ebel                                                             |      | phil.               |
| 1637     | Meno Hanneken                                                           |      | theol.              |
| 1638     | Johannes Kornmann                                                       |      | jur.                |
| 1639     | Johann Konrad Schragmüller                                              |      | phil.               |
| 1640     | Johann Heinrich Tonsor                                                  |      | theol.              |
| 1641     | Johann Breidenbach                                                      |      | jur.                |
| 1642     | Johann Daniel Horst                                                     |      | med.                |
| 1643     | Ludwig, Erbprinz von Hessen-Darmstadt Prorektor Johann Balthasar Schupp |      | phil.               |
| 1644     | Georg III., Erbprinz von Hessen-Darmstadt Prorektor: Justus Feuerborn   |      | theol.              |
| 1645     | Ernst August von Braunschweig und Lüneburg Prorektor Johann Walther     |      | jur.                |
| 1646     | Johannes Tilemann                                                       |      | med.                |
| 1647     | Kaspar Ebel                                                             |      | phil.               |
| 1648     | Johann Heinrich Tonsor                                                  |      | theol.              |
| 1649     | Johannes Kornmann                                                       |      | jur.                |
| 1650     | unbesetzt                                                               |      |                     |

### 1651–1675
| Amtszeit  | Name                                                                  | Bild | Bemerkung                       |
| --------- | --------------------------------------------------------------------- | ---- | ------------------------------- |
| 1651–1652 | unbesetzt                                                             |      |                                 |
| 1653–1654 | Johannes Crocius                                                      |      | theol. ab dem 16. Juni 1653     |
| 1655      | Erich Graff                                                           |      | jur.                            |
| 1656      | Christian Friedrich Crocius                                           |      | med. und phil.                  |
| 1657      | Gregorius Stannarius                                                  |      | theol.                          |
| 1658      | Sebastian Curtius                                                     |      | theol.                          |
| 1659      | Johannes Kleinschmidt                                                 |      | jur.                            |
| 1660      | Conrad Theodor Linker                                                 |      | med.                            |
| 1661      | Sebastian Curtius                                                     |      | theol.                          |
| 1662      | Johann Hartmann Kornmann                                              |      | jur.                            |
| 1663      | Christian Friedrich Crocius                                           |      | med. u. phil.                   |
| 1664      | Heinrich Duysing                                                      |      | theol.                          |
| 1665      | Johannes Hein                                                         |      | theol.                          |
| 1666      | Johann Helfrich Dexbach                                               |      | jur.                            |
| 1667      | Christian Friedrich Crocius                                           |      | med.                            |
| 1668      | Wilhelm VII. von Hessen-Kassel                                        |      |                                 |
| 1669      | Gregorius Stannarius                                                  |      | theol.                          |
| 1670      | Arnold Moritz Holtermann                                              |      | jur.                            |
| 1671      | Heinrich Majus                                                        |      | med.                            |
| 1672      | Philipp Ernst Graf von Isenburg-Büdingen Prorektor: Nicolaus Berthold |      | † 22. September 1672 in Marburg |
| 1673      | Johann Georg Crocius                                                  |      | theol.                          |
| 1674      | Erich Graff                                                           |      | jur.                            |
| 1675      | Heinrich Duysing                                                      |      | theol.                          |

### 1676–1700
| Amtszeit  | Name                                                                                    | Bild | Bemerkung |
| --------- | --------------------------------------------------------------------------------------- | ---- | --------- |
| 1676      | Philipp Ernst Graf zu Schaumburg-Lippe und Sternberg Prorektor: Johann Helfrich Dexbach |      |           |
| 1677      | Johann Jakob Waldschmidt                                                                |      | med.      |
| 1678      | Samuel Andreae                                                                          |      | theol.    |
| 1679      | Reinhold Pauli                                                                          |      | theol.    |
| 1680      | Arnold Moritz Holtermann                                                                |      | jur.      |
| 1681      | Heinrich Majus                                                                          |      | med.      |
| 1682      | Nicolaus Prick                                                                          |      | jur.      |
| 1683      | Sebastian Curtius                                                                       |      | theol.    |
| 1684      | Johannes Tesmar                                                                         |      | jur.      |
| 1685–1686 | Johann Jakob Waldschmidt                                                                |      | med.      |
| 1687      | Heinrich Duysing                                                                        |      | theol.    |
| 1688      | Nicolaus Prick                                                                          |      | jur.      |
| 1689      | Johann Daniel Dorsten                                                                   |      | med.      |
| 1690      | Johann Henrich Kleinschmidt                                                             |      | jur.      |
| 1691      | Philipp Johann Tilemann, genannt Schenck                                                |      | theol.    |
| 1692      | Johannes Goeddaeus II                                                                   |      | jur.      |
| 1693      | Johann Daniel Dorsten                                                                   |      | med.      |
| 1694      | Georg Otho                                                                              |      | phil.     |
| 1695      | Samuel Andreae                                                                          |      | theol.    |
| 1696      | Otto Philipp Zaunschliffer                                                              |      | jur.      |
| 1697      | Daniel Nebel                                                                            |      | med.      |
| 1698      | Ludwig Christian Mieg                                                                   |      | theol.    |
| 1699      | Johann Lorenz Croll                                                                     |      | theol.    |
| 1700      | Johann Heinrich Kleinschmidt                                                            |      | jur.      |

## 18. Jahrhundert

### 1701–1725
| Amtszeit  | Name                                          | Bild | Bemerkung                                            |
| --------- | --------------------------------------------- | ---- | ---------------------------------------------------- |
| 1701–1702 | Johann Daniel Dorsten                         |      | med.                                                 |
| 1703      | Ludwig Christian Mieg                         |      | theol.                                               |
| 1704      | Johannes Goeddaeus II                         |      | jur.                                                 |
| 1705      | Daniel Nebel                                  |      | med.                                                 |
| 1706      | Georg Otho                                    |      | phil.                                                |
| 1707      | Thomas Gautier                                |      | theol.                                               |
| 1708      | Otto Philipp Zaunschliffer                    |      | jur.                                                 |
| 1709      | Johann Conrad Melm                            |      | med.                                                 |
| 1710      | Johann Heinrich Hottinger der Jüngere         |      | theol.                                               |
| 1711      | Bernhard Duysing                              |      | theol.                                               |
| 1712      | Johann Heinrich Kleinschmidt                  |      | jur.                                                 |
| 1713      | Johann Conrad Melm                            |      | med.                                                 |
| 1714      | Johann Wilhelm Waldschmiedt                   |      | jur.                                                 |
| 1715      | Johann Siegmund Kirchmayer                    |      | theol.                                               |
| 1716      | Cornelius van der Velde                       |      | jur.                                                 |
| 1717      | Jacob van der Felde                           |      | med.                                                 |
| 1718      | Johannes Duysing                              |      | phil.                                                |
| 1719      | Bernhard Duysing                              |      | theol.                                               |
| 1720      | Johann Friedrich Hombergk zu Vach             |      | jur.                                                 |
| 1721      | Jean Borel                                    |      | med.                                                 |
| 1722      | Johann Hermann Schmincke Prorektor Jean Borel |      | phil., Januar bis Oktober med., Oktober bis Dezember |
| 1723      | Johann Siegmund Kirchmayer                    |      | theol.                                               |
| 1724      | Cornelius van der Velde                       |      | jur.                                                 |
| 1725      | Johann Christian Kirchmayer                   |      | theol.                                               |

### 1726–1750
| Amtszeit      | Name                              | Bild | Bemerkung                        |
| ------------- | --------------------------------- | ---- | -------------------------------- |
| 1726          | Jacob van den Velde               |      | med.                             |
| 1727          | Johann Joachim Schröder           |      | phil., von Januar bis 14. August |
| 1727 bis 1729 | Johann Christian Kirchmayer       |      | theol.                           |
| 1730          | Johann Friedrich Hombergk zu Vach |      | jur.                             |
| 1731          | Jean Borel                        |      | med.                             |
| 1732          | Christian Wolff                   |      | phil.                            |
| 1733          | Bernhard Duysing                  |      | theol.                           |
| 1734          | Johann Friedrich Hombergk zu Vach |      | jur.                             |
| 1735          | Justin Gerhard Duysing            |      | med.                             |
| 1736          | Caspar Santoroc                   |      | phil.                            |
| 1737          | Johann Christian Kirchmayer       |      | theol.                           |
| 1738          | Johann Ulrich Cramer              |      | jur.                             |
| 1739          | Christian Wolff                   |      | phil.                            |
| 1740          | Johann Siegmund Kirchmayer        |      | theol.                           |
| 1741          | Johann Friedrich Hombergk zu Vach |      | jur.                             |
| 1742          | Justin Gerhard Duysing            |      | med.                             |
| 1743          | Johann Joachim Schröder           |      | phil.                            |
| 1744          | Johann Siegmund Kirchmayer        |      | theol.                           |
| 1745          | Johann Carl König                 |      | jur.                             |
| 1746          | Justin Gerhard Duysing            |      | med.                             |
| 1747          | Johann Joachim Schröder           |      | phil.                            |
| 1748          | Johann Carl König                 |      | jur.                             |
| 1749          | Justin Gerhard Duysing            |      | med.                             |
| 1750          | Henrich Otto Duysing              |      | theol.                           |

### 1750–1775
| Amtszeit      | Name                                       | Bild | Bemerkung                                    |
| ------------- | ------------------------------------------ | ---- | -------------------------------------------- |
| 1751          | Johann Wilhelm Krafft                      |      | theol.                                       |
| 1752          | Ludwig Martin Kahle                        |      | jur.                                         |
| 1753          | Philipp Jacob Borel                        |      | med.                                         |
| 1754          | Johann Niclas Funck                        |      | phil.                                        |
| 1755          | Henrich Otto Duysing                       |      | theol.                                       |
| 1756          | Aemilius Ludwig Hombergk zu Vach           |      | jur.                                         |
| 1757          | Justinus Gerhard Duysing                   |      | med.                                         |
| 1758 bis 1760 | Johann Rudolf Anton Piderit                |      | theol.                                       |
| 1761 bis 1762 | Heinrich Otto Duysing                      |      | theol.                                       |
| 1763          | Johann Jacob Sorber                        |      | jur.                                         |
| 1764          | Philipp Georg Schröder Johann Jacob Sorber |      | med., bis 5. April jur., ab 5. April         |
| 1765          | Christoph Friedrich Geiger                 |      | jur.                                         |
| 1766          | Heinrich Otto Duysing Johann Jacob Sorber  |      | theol., bis 2. November jur., ab 2. November |
| 1767          | Johann Andreas Hofmann                     |      | jur.                                         |
| 1768          | Aemilius Ludwig Hombergk zu Vach           |      | jur.                                         |
| 1769          | Carl Wilhelm Robert                        |      | theol.                                       |
| 1770          | Johann Jacob Sorber                        |      | jur.                                         |
| 1771          | Johann Gottlieb Waldin                     |      | phil.                                        |
| 1772          | Heinrich Otto Duysing                      |      | theol.                                       |
| 1773          | Johann Andreas Hofmann                     |      | jur.                                         |
| 1774          | Johann Franz Coing                         |      | theol.                                       |
| 1775          | Carl Wilhelm Robert                        |      | theol.                                       |

### 1775–1800
| Amtszeit | Name                                          | Bild | Bemerkung                                  |
| -------- | --------------------------------------------- | ---- | ------------------------------------------ |
| 1776     | Johann Andreas Hofmann                        |      | jur.                                       |
| 1777     | Michael Conrad Curtius                        |      | phil.                                      |
| 1778     | Heinrich Otto Duysing                         |      | theol.                                     |
| 1779     | Carl Henrich Geisler                          |      | jur.                                       |
| 1780     | Carl Wilhelm Robert                           |      | phil./jur.                                 |
| 1781     | Johann Franz Coing                            |      | theol.                                     |
| 1782     | Johann Andreas Hofmann                        |      | jur.                                       |
| 1783     | Michael Conrad Curtius Johann Gottlieb Waldin |      | phil., bis 20. Januar phil., ab 20. Januar |
| 1784     | Johann Franz Coing                            |      | theol.                                     |
| 1785     | Carl Wilhelm Robert                           |      | phil./jur.                                 |
| 1786     | Michael Conrad Curtius                        |      | phil.                                      |
| 1787     | Johann Jacob Pfeiffer                         |      | theol.                                     |
| 1788     | Johann Heinrich Christian Erxleben            |      | jur.                                       |
| 1789     | Johannes Bering                               |      | phil.                                      |
| 1790     | Johann Franz Coing                            |      | theol.                                     |
| 1791     | Carl Wilhelm Robert                           |      | phil./jur.                                 |
| 1792     | Heinrich Jung                                 |      | phil.                                      |
| 1793     | Carl Wilhelm Robert                           |      | med.                                       |
| 1794     | Johann Wilhelm Christian Brühl                |      | phil./jur.                                 |
| 1795     | Albert Jacob Arnoldi                          |      | theol.                                     |
| 1796     | Georg Robert                                  |      | jur.                                       |
| 1797     | Dietrich Tiedemann                            |      | phil.                                      |
| 1798     | Wilhelm Münscher                              |      | theol.                                     |
| 1799     | Philipp Friedrich Weis                        |      | jur.                                       |
| 1800     | Christian Friedrich Michaelis                 |      | med.                                       |

## 19. Jahrhundert

### 1801–1825
| Amtszeit           | Name                                               | Bild | Bemerkung                                      |
| ------------------ | -------------------------------------------------- | ---- | ---------------------------------------------- |
| 1801               | Melchior Hartmann                                  |      | phil.                                          |
| 1802               | Johann Lorenz Zimmermann Melchior Hartmann         |      | theol. bis 24. September phil.                 |
| 1803               | Peter Bucher                                       |      | theol.                                         |
| 1804               | Albert Jacob Arnoldi                               |      | theol.                                         |
| 1805 und 1806      | Georg Robert                                       |      | jur.                                           |
| 1807               | Wilhelm Münscher                                   |      | theol.                                         |
| 1808               | Philipp Friedrich Weis Vertreter: Wilhelm Münscher |      | jur., bis 23. November theol.                  |
| 1809               | Ferdinand Wurzer                                   |      | med.                                           |
| 1810               | Ludwig Wachler                                     |      | phil.                                          |
| 1811               | Anton Bauer                                        |      | jur.                                           |
| 1812               | Ferdinand Wurzer                                   |      | med.                                           |
| 1813               | Wilhelm Münscher                                   |      | theol., bis 30. März 1814                      |
| 1814               | Albert Jacob Arnoldi                               |      | theol., ab 1. April 1814                       |
| 1815               | Georg Robert                                       |      | jur.                                           |
| 1816               | Ferdinand Wurzer                                   |      | med.                                           |
| 1817               | Melchior Hartmann                                  |      | phil.                                          |
| 1818               | Mauritz Johann Heinrich Beckhaus                   |      | theol.                                         |
| 1819               | Ferdinand Karl Schweikart Samuel Christian Lucae   |      | jur., bis 12. September med., ab 12. September |
| 17. September 1820 | Ferdinand Wurzer                                   |      | med.                                           |
| 9. September 1821  | Mauritz Johann Heinrich Beckhaus                   |      | theol.                                         |
| 8. September 1822  | Eduard Sigismund Löbell                            |      | jur.                                           |
| 14. September 1823 | Ernst Daniel August Bartels                        |      | med.                                           |
| 12. September 1824 | Christian Ludwig Gerling                           |      | phil.                                          |
| 11. September 1825 | Sylvester Jordan                                   |      | jur.                                           |

### 1826–1850
| Amtszeit           | Name                                                           | Bild | Bemerkung                     |
| ------------------ | -------------------------------------------------------------- | ---- | ----------------------------- |
| 10. September 1826 | Dietrich Wilhelm Heinrich Busch                                |      | med.                          |
| 9. September 1827  | Friedrich Rehm                                                 |      | phil.                         |
| 14. September 1828 | Eduard Platner                                                 |      | jur.                          |
| 13. September 1829 | Christian Ludwig Gerling                                       |      | phil.                         |
| 12. September 1830 | Friedrich Hessel                                               |      | phil.                         |
| 11. September 1831 | Hermann Ernst Endemann                                         |      | jur.                          |
| 9. September 1832  | Eduard von Siebold                                             |      | med.; bis 24. März 1833       |
| 24. März 1833      | Eduard Sigismund Löbell                                        |      | jur.                          |
| 14. September 1834 | Friedrich Rehm                                                 |      | phil.                         |
| 13. September 1835 | Eduard Platner                                                 |      | jur.                          |
| 11. September 1836 | Karl Christoph Hüter                                           |      | med.                          |
| 10. September 1837 | Karl Friedrich Hermann                                         |      | phil.                         |
| 9. September 1838  | Julius Müller                                                  |      | theol.                        |
| 8. September 1839  | Hermann Ernst Endemann                                         |      | jur.                          |
| 18. Oktober 1840   | Karl Friedrich Hermann                                         |      | phil.                         |
| 12. September 1841 | Friedrich Wilhelm Rettberg                                     |      | theol.                        |
| 11. September 1842 | Emil Ludwig Richter                                            |      | theol.                        |
| 10. September 1843 | Karl Christoph Hüter                                           |      | med.                          |
| 8. September 1844  | Bruno Hildebrand                                               |      | phil.                         |
| 14. September 1845 | Ernst Henke                                                    |      | theol.                        |
| 8. Oktober 1846    | Konrad Büchel                                                  |      | jur.                          |
| 28. September 1847 | Christian Ludwig Gerling                                       |      | phil.                         |
| 12. September 1848 | Friedrich Wilhelm Rettberg Vertreter: Christian Ludwig Gerling |      | theol., † 7. April 1849 phil. |
| 21. Oktober 1849   | Georg Wilhelm Wetzell                                          |      | jur.                          |
| 1. Oktober 1850    | Hermann Nasse                                                  |      | med.                          |

### 1851–1875
| Amtszeit           | Name                                       | Bild | Bemerkung                               |
| ------------------ | ------------------------------------------ | ---- | --------------------------------------- |
| 24. November 1851  | Joseph Karl Friedrich Rubino               |      | phil.                                   |
| 5. September 1852  | Wilhelm Scheffer                           |      | theol.                                  |
| 4. September 1853  | Friedrich Wilhelm Roestell                 |      | jur.                                    |
| 22. Oktober 1854   | Hermann Nasse                              |      | med.                                    |
| 18. September 1855 | Friedrich Ludwig Stegmann                  |      | phil.                                   |
| 19. Oktober 1856   | Wilhelm Scheffer                           |      | theol.                                  |
| 25. Oktober 1857   | Friedrich Wilhelm Roestell                 |      | jur.                                    |
| 24. Oktober 1858   | Joseph Karl Friedrich Rubino               |      | phil.                                   |
| 23. Oktober 1859   | Wilhelm Scheffer                           |      | theol.                                  |
| 21. Oktober 1860   | Friedrich Wilhelm Roestell                 |      | jur.                                    |
| 20. Oktober 1861   | Friedrich Ludwig Stegmann                  |      | phil.                                   |
| 19. Oktober 1862   | Wilhelm Scheffer                           |      | theol., Prorektorat verlängert für 1863 |
| 23. Oktober 1864   | Karl Julius Caesar                         |      | phil.                                   |
| 22. Oktober 1865   | Ernst Ranke                                |      | theol.                                  |
| 21. Oktober 1866   | Hermann Nasse                              |      | med.                                    |
| 13. Oktober 1867   | Carl Fuchs                                 |      | jur.                                    |
| 18. Oktober 1868   | Curt Wachsmuth Vertreter: August Ubbelohde |      | phil., bis Ende Ws. 1868/1869 jur.      |
| 17. Oktober 1869   | Wilhelm Mangold                            |      | theol.                                  |
| 16. Oktober 1870   | August Ubbelohde                           |      | jur.                                    |
| 15. Oktober 1871   | Karl Julius Caesar                         |      | phil.                                   |
| 13. Oktober 1872   | Wilhelm Christoph Friedrich Arnold         |      | jur.                                    |
| 12. Oktober 1873   | Carl Lucae                                 |      | phil. Rektorat verlängert für 1874      |
| 17. Oktober 1875   | Rudolf Dohrn                               |      | med.                                    |

### 1876–1900
| Amtszeit         | Name                            | Bild | Bemerkung |
| ---------------- | ------------------------------- | ---- | --------- |
| 15. Oktober 1876 | Carl Lucae                      |      | jur.      |
| 14. Oktober 1877 | Carl Fuchs                      |      | jur.      |
| 13. Oktober 1878 | Emil Wilhelm Mannkopff          |      | med.      |
| 19. Oktober 1879 | Karl Julius Caesar              |      | phil.     |
| 17. Oktober 1880 | Hermann Schmidt-Rimpler         |      | med.      |
| 16. Oktober 1881 | Ludwig Enneccerus               |      | jur.      |
| 15. Oktober 1882 | Leopold Schmidt                 |      | phil.     |
| 14. Oktober 1883 | Julius Bergmann                 |      | phil.     |
| 19. Oktober 1884 | Georg Heinrici                  |      | theol.    |
| 18. Oktober 1885 | Emil Wilhelm Mannkopff          |      | med.      |
| 17. Oktober 1886 | Franz von Liszt                 |      | jur.      |
| 16. Oktober 1887 | Ferdinand Justi                 |      | phil.     |
| 4. November 1888 | Richard Greeff                  |      | med.      |
| 20. Oktober 1889 | Wilhelm Herrmann                |      | theol.    |
| 19. Oktober 1890 | Heinrich Weber                  |      | phil.     |
| 18. Oktober 1891 | Rudolf Leonhard                 |      | jur.      |
| 16. Oktober 1892 | Max Bauer                       |      | phil.     |
| 15. Oktober 1893 | Wolf Wilhelm Graf von Baudissin |      | theol.    |
| 14. Oktober 1894 | Theobald Fischer                |      | phil.     |
| 13. Oktober 1895 | Ernst Küster                    |      | med.      |
| 18. Oktober 1896 | Emanuel Kayser                  |      | phil.     |
| 17. Oktober 1897 | Heinrich Otto Lehmann           |      | jur.      |
| 16. Oktober 1898 | Goswin Freiherr von der Ropp    |      | phil.     |
| 29. Oktober 1899 | Hans Meyer                      |      | med.      |
| 14. Oktober 1900 | Benedictus Niese                |      | phil.     |

## 20. Jahrhundert

### 1901–1925
| Amtszeit         | Name                   | Bild | Bemerkung |
| ---------------- | ---------------------- | ---- | --------- |
| 13. Oktober 1901 | Adolf Jülicher         |      | theol.    |
| 19. Oktober 1902 | Theodor Birt           |      | phil.     |
| 19. Oktober 1903 | Carl Theodor Mirbt     |      | theol.    |
| 16. Oktober 1904 | Eugen Korschelt        |      | phil.     |
| 15. Oktober 1905 | Friedrich André        |      | jur.      |
| 15. Oktober 1906 | Ludwig von Sybel       |      | phil.     |
| 13. Oktober 1907 | Franz Tuczek           |      | med.      |
| 18. Oktober 1908 | Friedrich Vogt         |      | phil.     |
| 17. Oktober 1909 | Ernst Maaß             |      | phil.     |
| 16. Oktober 1910 | Karl Budde             |      | theol.    |
| 1911             | Friedrich Schenck      |      | med.      |
| 1912             | Walter Troeltsch       |      | phil.     |
| 1913             | Ludwig Traeger         |      | jur.      |
| 1914             | Eugen Korschelt        |      | phil.     |
| 1915             | Ernst Elster           |      | phil.     |
| 1916             | Franz Leonhard         |      | jur.      |
| 1917             | Wilhelm Heitmüller     |      | theol.    |
| 1918             | August Gürber          |      | med.      |
| 1919             | Wilhelm Busch          |      | phil.     |
| 1920             | Franz Hofmann          |      | med.      |
| 1921             | Johannes Gadamer       |      | phil.     |
| 1922             | Alfred Schwenkenbecher |      | med.      |
| 1923             | Clemens Schaefer       |      | phil.     |
| 1924             | Karl Bornhäuser        |      | theol.    |
| 1925             | Ernst Lommatzsch       |      | phil.     |

### 1926–1950
| Amtszeit              | Name                    | Bild | Bemerkung                                     |
| --------------------- | ----------------------- | ---- | --------------------------------------------- |
| 1926                  | Wilhelm Busch           |      | phil.                                         |
| 1927                  | Hans Freiherr von Soden |      | theol.                                        |
| 1928                  | Felix Genzmer           |      | jur.                                          |
| 1929                  | Karl Helm               |      | phil.                                         |
| 1930                  | Max Versé               |      | med.                                          |
| 1931                  | Alfred Thiel            |      | phil.                                         |
| 1932                  | Walther Merk            |      | jur., Rektorat verlängert – 24. November 1933 |
| 1933 bis 1936         | Max Baur                |      | med.                                          |
| 15. September 1936    | Paul Gieseke            |      | jur., bis 31. März 1937                       |
| 1. April 1937         | Leopold Zimmerl         |      | jur., bis 30. September 1938                  |
| 17. Oktober 1938      | Paul Gieseke            |      | jur., bis 30. September 1939                  |
| 2. November 1939–1942 | Theodor Mayer           |      | phil., bis 5. Dezember 1942                   |
| 5. Dezember 1942      | Rudolf Reinhardt        |      | jur., bis 19. September 1945                  |
| 14. Oktober 1945      | Julius Ebbinghaus       |      | phil.                                         |
| 1946                  | Friedrich Matz          |      | phil.                                         |
| 1947                  | Heinrich Frick          |      | theol.                                        |
| 1948–1950             | Gerhard Albrecht        |      | jur.                                          |

### 1950–1969
| Amtszeit  | Name               | Bild | Bemerkung |
| --------- | ------------------ | ---- | --------- |
| 1950–1952 | Alfred Benninghoff |      | med.      |
| 1952–1954 | Wilhelm Walcher    |      | phil.     |
| 1954      | Erich Schwinge     |      | jur.      |
| 1955      | Werner Villinger   |      | med.      |
| 1956–1958 | Fritz Wagner       |      | phil.     |
| 1958      | Ernst Würthwein    |      | theol.    |
| 1959      | Rudolf Reinhardt   |      | jur.      |
| 1960      | Hans Erhard Bock   |      | med.      |
| 1961      | Horst Böhme        |      | phil.     |
| 1962–1964 | Alfred Niebergall  |      | theol.    |
| 1964      | K. Paul Hensel     |      | phil.     |
| 1965      | Herbert Hensel     |      | med.      |
| 1966      | August Buck        |      | phil.     |
| 1967      | Otfried Madelung   |      | nat.      |
| 1968      | Dietrich Pirson    |      | jur.      |

Bis 1971 leitete ein Direktorium die Universität.

## Präsidenten
| Amtszeit  | Name             | Bild | Bemerkung |
| --------- | ---------------- | ---- | --------- |
| 1971–1979 | Rudolf Zingel    |      |           |
| 1979–1987 | Walter Kröll     |      |           |
| 1988–1994 | Dietrich Simon   |      |           |
| 1994–2000 | Werner Schaal    |      |           |
| 2000–2003 | Horst Franz Kern |      |           |
| 2003–2010 | Volker Nienhaus  |      |           |
| 2010–2022 | Katharina Krause |      |           |
| seit 2022 | Thomas Nauss     |      |           |